# Калхун (округ, Западная Виргиния)
Округ Калхун (англ. Calhoun County) располагается в США, штате Западная Виргиния. Официально образован 1856 года, получил своё название в честь американского политического и государственного деятеля Джона Кэлхуна. По состоянию на 2012 год, численность населения составляла 7607 человек.

## География
По данным Бюро переписи США, общая площадь округа равняется 728 км², из которых 723 км² суша и 4,0 км² или 0,5 % это водоёмы.

### Соседние округа
- Ритчи (Западная Виргиния) — север
- Гилмер (Западная Виргиния) — восток
- Бракстон (Западная Виргиния) — юго-восток
- Клей (Западная Виргиния) — юг
- Рон (Западная Виргиния) — запад
- Уэрт (Западная Виргиния) — северо-запад

## Население
По данным переписи населения 2000 года в округе проживает 7 582 жителей в составе 3 071 домашних хозяйств и 2 201 семей. Плотность населения составляет 10 человек на км². На территории округа насчитывается 3 848 жилых строений, при плотности застройки 5 строений на км². Расовый состав населения: белые — 98,91 %, афроамериканцы — 0,11 %, коренные американцы (индейцы) — 0,30 %, азиаты — 0,11 %, гавайцы — 0,01 %, представители других рас — 0,13 %, представители двух или более рас — 0,44 %. Испаноязычные составляли 0,55 % населения независимо от расы.
В составе 28,90 % из общего числа домашних хозяйств проживают дети в возрасте до 18 лет, 57,00 % домашних хозяйств представляют собой супружеские пары проживающие вместе, 10,30 % домашних хозяйств представляют собой одиноких женщин без супруга, 28,30 % домашних хозяйств не имеют отношения к семьям, 24,90 % домашних хозяйств состоят из одного человека, 12,30 % домашних хозяйств состоят из престарелых (65 лет и старше), проживающих в одиночестве. Средний размер домашнего хозяйства составляет 2,46 человека, и средний размер семьи 2,91 человека.
Возрастной состав округа: 22,40 % моложе 18 лет, 8,00 % от 18 до 24, 25,90 % от 25 до 44, 27,10 % от 45 до 64 и 16,70 % от 65 и старше. Средний возраст жителя округа 41 лет. На каждые 100 женщин приходится 99,70 мужчин. На каждые 100 женщин старше 18 лет приходится 98,30 мужчин.
Средний доход на домохозяйство в округе составлял 21 578 USD, на семью — 26 701 USD. Среднестатистический заработок мужчины был 25 609 USD против 14 304 USD для женщины. Доход на душу населения составлял 11 491 USD. Около 19,10 % семей и 25,10 % общего населения находились ниже черты бедности, в том числе — 29,40 % молодежи (тех кому ещё не исполнилось 18 лет) и 24,90 % тех кому было уже больше 65 лет.